# Néronde
Néronde är en kommun i departementet Loire i regionen Auvergne-Rhône-Alpes i centrala Frankrike. Kommunen ligger i kantonen Néronde som tillhör arrondissementet Roanne. År 2022 hade Néronde 482 invånare.

## Befolkningsutveckling
Antalet invånare i kommunen Néronde
| Referens: INSEE |